# 萨雷·沙甘基地
萨雷·沙甘基地（俄語：Сары-Шаган）是位于哈萨克斯坦境内的一处反弹道导弹实验基地。

## 历史
1956年8月17日苏联部长会议决议在巴尔喀什湖西岸的萨雷·沙甘地区建造一处反导实验设施。